# Musa alinsanaya
Musa alinsanaya là một loài thực vật có hoa trong họ Musaceae. Loài này được R.V.Valmayor mô tả khoa học đầu tiên năm 2004.